# Jugend-Gitarrenorchester Baden-Württemberg
Das Jugend-Gitarrenorchester Baden-Württemberg (JGO) ist ein Orchester des Landesmusikrates Baden-Württemberg zur Förderung besonders begabter Nachwuchsgitarristen im südwestdeutschen Raum. Es wurde 1991 von Arnold Sesterheim vom Bund Deutscher Zupfmusiker als Auswahlorchester gegründet und war das erste seiner Art in Deutschland.
Die derzeitigen Dirigenten sind Helmut Oesterreich (seit 1994) und Christian Wernicke (seit 2007).

## Über das Orchester
Das Orchester setzt sich aus ca. 30 Musikern im Alter von 14 bis 26 Jahren zusammen, die sich vor allem aus den Landes- und Bundeswettbewerbsiegern von Jugend musiziert rekrutieren. Im Vordergrund steht die Begegnung und das gemeinschaftliche Musizieren junger Gitarristen sowie der Austausch mit anderen Orchestern, Künstlern und Komponisten im In- und Ausland. Dazu gibt das Orchester mehrmals im Jahr in Deutschland Konzerte, tritt bei internationalen Festivals und im Fernsehen auf.
Die unter anderem vom Landesmusikrat Baden-Württemberg und den Goethe-Instituten geförderten Konzertreisen und -tourneen führten das Orchester mehrmals durch Deutschland, viele Länder Europas und der Welt: So unternahm das Orchester Konzertreisen unter anderem in die Niederlande, in die Schweiz und in die Ukraine sowie nach Spanien, Portugal, Italien, Frankreich, Dänemark, Russland, Georgien, Litauen, Tschechien, Slowakei, Thailand, Singapur, Australien, Kuba, Chile, Argentinien, Mexiko, Costa Rica, Nicaragua, Honduras, Guatemala, China, Korea und Hongkong.
Das Orchester kann zahlreiche Erfolge bei Wettbewerben verzeichnen und spielte CD-Aufnahmen ein.
Das Repertoire umfasst Originalliteratur und für Gitarrenorchester bearbeitete Werke, mit einem Schwerpunkt auf zeitgenössischer Musik. Zu den Komponisten, welche Stücke für das JGO geschrieben haben, zählen unter anderem Terry Riley, Cord Meijering und Violeta Dinescu. Weiterhin arbeitete das Orchester mit Künstlern und Komponisten wie Olaf Van Gonnissen, Leo Brouwer, David Tanenbaum, Peppino D’Agostino, Michael Sagmeister und dem Guitar Duo KM zusammen. Dirigiert wurde das JGO in der Vergangenheit unter anderem von Roland Boehm und Mandy Bahle.

## Förderverein
2020 wurde ein Förderverein gegründet, um die Aktivitäten des Orchesters zu unterstützen und ehemalige Spieler zu vernetzen.

## Auszeichnungen
- 1998: 1. Platz beim 1. Wettbewerb für Auswahlorchester, Alsfeld
- 2006: 1. Preis beim 3. Wettbewerb für Auswahlorchester, Trossingen[16]
- 2007: 2. Preis beim Internationalen Gitarrenorchesterwettbewerb, Rheine
- 2014: 2. Platz beim 5. Wettbewerb für Auswahlorchester, Siegen
- 2016: 1. Preis beim Internationalen Jugendwettbewerb für Klassische Gitarre L.Luthier-Contest, Bratislava (Slowakei)
- 2018: 1. Platz beim 6. Wettbewerb für Auswahlorchester, Trossingen[17]
- 2022: 1. Platz beim 7. Wettbewerb für Auswahlorchester, Trossingen[18]

## Diskografie
- Mouvements Dynamiques (Bayer Records; 1997)
- Y Bolanzero (Bayer Records; 2002)
- Walking Dances mit Jorge Liderman (bridge-records; 2004)
- Open Strings (Bayer Records; 2005)
- JGO meets Duo Kvaratskhelia (Ears Love Music; 2008)
- Rain Light Symphony (Bayer Records; 2011)